# Deutsch-Galicische Gesellschaft
Die Deutsch-Galicischen Gesellschaft (DGG) (galicisch: Sociedade Galego-Alemá) ist ein 1993 gegründeter eingetragener Verein mit Sitz an der Universität Trier.
Der Verein baut auf der Dokumentationsstelle Galicien, dem späteren Galicien-Zentrum auf. Präsident der Gesellschaft ist Dieter Kremer.
Das Ziel des Vereins ist die Förderung von Wissenschaft und Forschung durch die Zusammenarbeit mit dem Galicien-Zentrum (galicisch: Centro de Documentación de Galicia) der Universität Trier.
Der Verein fördert galicische Sprachkurse, kulturkundliche und künstlerische Veranstaltungen an Universitäten, Hochschulen und sonstigen geeigneten Orten. Für die Verbreitung und Unterstützung der Forschungsergebnisse auf dem Gebiet der Galicistik gibt der Verein ein wissenschaftliches und landeskundliches zweisprachiges Galicien-Magazin heraus und baut eine Bibliothek zur galicischen Kultur auf.
Die Mitglieder vertreten Santiago de Compostela, Berlin, London, Köln, Vigo, Duisburg, Trier, Koblenz und weitere Städte beziehungsweise deren universitäre Einrichtungen.
Der Verein kooperiert eng mit der galicischen Landesuniversität von Santiago de Compostela, dieses ist mit 44.000 Studenten die drittgrößte Spaniens.
Der Verein führt regelmäßig den Galicien-Tag durch, wobei Forschungsergebnisse und Untersuchungen zu Galicien und der galicischen Sprache vorgestellt werden.